# Виньетка-ЭМ
«Виньетка-ЭМ» — российская низкочастотная активно-пассивная гидроакустическая станция.
В состав станции входит аппаратная часть, спуско-подъёмное устройство и гибкая протяжённая буксируемая антенна (ГПБА). Обеспечивается большая дальность обнаружения малошумных подлодок, торпед.

## Назначение
- Вооружение надводных кораблей, решающих задачи противолодочной обороны, противоторпедной защиты, охраны акваторий и специализированных судов освещения подводной обстановки.

### Решаемые задачи
- Обнаружение подводной лодки: в режиме гидролокации (ГЛ), в режиме шумопеленгования по дискретным составляющим и сплошной части спектра;
- Дальнее (загоризонтное) обнаружение надводных кораблей в режиме шумопеленгования (ШП);
- Обнаружение дальноходных торпед в режиме шумопеленгования;
- Пеленгование обнаруженных целей;
- Автоматизированная классификация целей с участием оператора;
- Автоматическое сопровождение целей;
- Измерение акустических помех работе ГАС;
- Прогнозирование дальности действия;
- Автоматизированный контроль и диагностика аппаратуры ГАС;

## Тактико-технические характеристики ГАС «Виньетка-ЭМ»
- Гидролокация:
  - дальность обнаружения подводных лодок(экв. радиус 10 м.):
    - в мелком море: 15-20 км.
    - в глубоком море: 40-60 км.
- Шумопеленгование:
  - дальность обнаружения:
    - подводной лодки (по дискретным составляющим в диапазоне 500 Гц): 30-60 км.
    - торпеды с приведенной шумностью 1-2 Па/Гц: до 30 км.
    - надводного корабля с приведенной шумностью 10 Па/Гц: до 100 км.
- Точность пеленгования: 1°
- Автоматическое сопровождение целей
- Межцикловое накопление сигналов
- Отображение трассы цели
- Спектральный анализ
- Скорость буксировки: 8-18 уз.
- Энергопотребление: постоянно, 2 кВт; в импульсе до 40 кВт.